# Вулиця Івана Драча (Київ)
Ву́лиця Івана Драча — вулиця в Шевченківському районі міста Києва, місцевість Кудрявець. Пролягає від вулиці Січових Стрільців до вулиці Володимира Винниченка.

## Історія
Вулиця прокладена в 1910–1912 через приватні садиби. На прохання їх власників названа на честь російського поета Миколи Некрасова. У довідковій літературі 1912–1915 років згадується також як Львівський провулок (починався від Львівської вулиці, теперішньої вулиці Січових Стрільців). У 1930–40-х роках українською мовою одночасно вживалися назви Некрасовська та Некрасівська. Назву вулиці (Некрасівська) підтверджено 1944 року. 1958 року назву вулиці (Некрасовська) було уточнено згідно з тогочасним правописом. З 2015 року знову було встановлено написання назви вулиці Некрасівська.

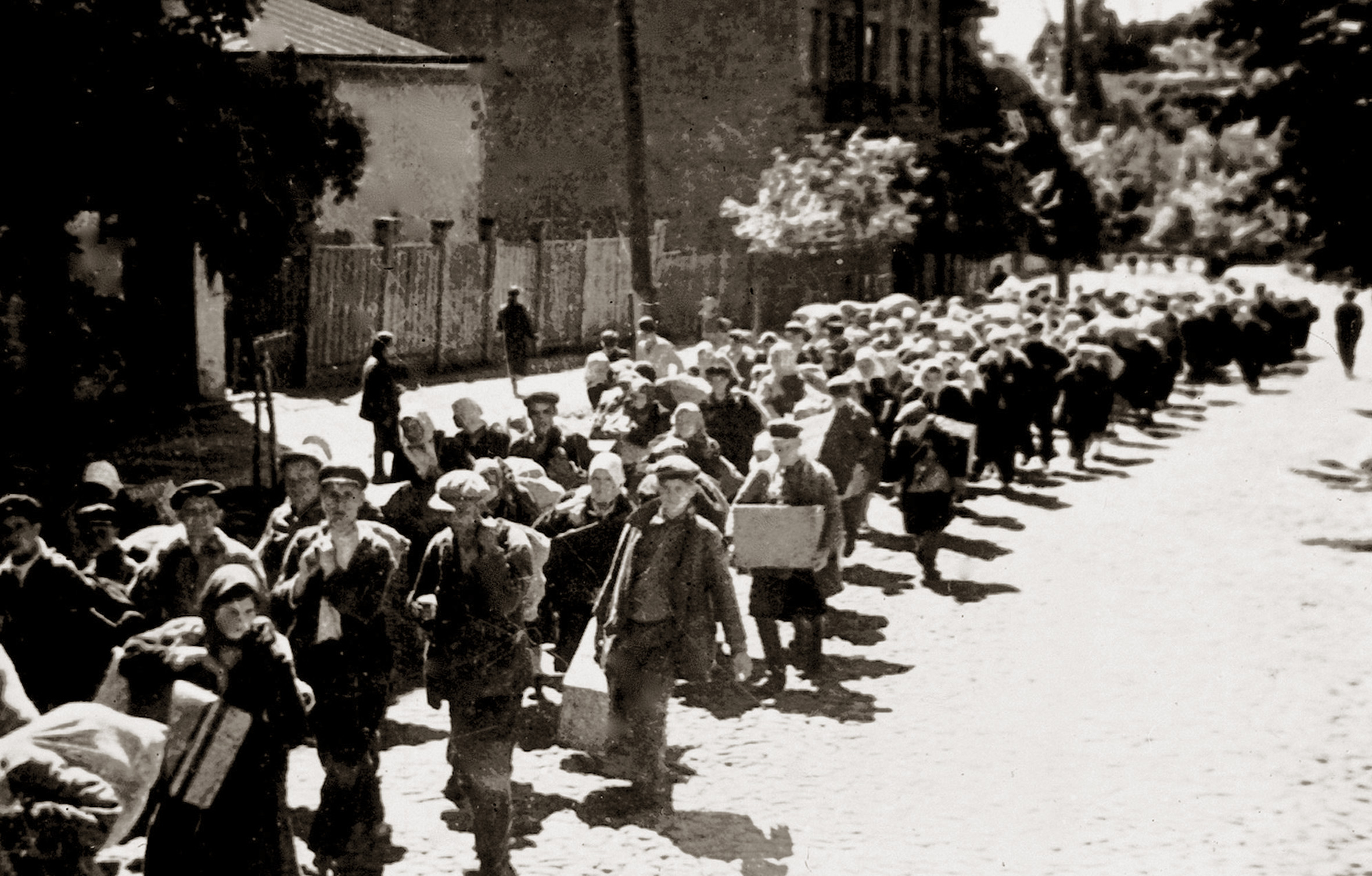
Вулиця Івана Драча. Перед пунктом відправлення остарбайтерів до Німеччини, що на вул. Січових Стрільців, 24 (1942)

Деякий час у Києві назву Некрасовська мали вулиці Гайдамацька, Ірини Жиленко, Рея Бредбері та Трубізький провулок.
27 жовтня 2022 року вулицю було перейменовано на честь українського поета, перекладача, кіносценариста, драматурга, державного і громадського діяча, борця за незалежність України у ХХ сторіччі Івана Федоровича Драча.

## Пам'ятки архітектури
Пам'яткою історії є будинок № 3, зведений наприкінці XIX століття.
Будинок № 10/8 побудований у 1905–1909 роках за рішенням Київської міської управи архітектором Іполитом Ніколаєвим у стилі неоренесанс для міської санітарно-епідеміологічної станції. У 1975–1978 роках будівлю було реконструйовано за проектом архітекторів Вадима Гопкала та Аврори Дубінської.

## Меморіальні дошки
- буд. № 3 — меморіальна дошка на честь підпільного Шевченківського райкому КП(б) України м. Києва, який провадив роботу у цьому будинку в період нацистської окупації (1941–1943 роки). Відкрито в 1975 році, архітектор О. Бугаєнко (демонтовано 2016 року).
- буд. № 10/8 — меморіальна дошка на честь підпільної організації, яка діяла в цьому будинку в 1942–1943 роках, під керівництвом лікаря-епідеміолога Аркадія Йосиповича Савінова.

## Установи та заклади
- Середня загальноосвітня школа № 106 (буд. № 4)